# Agnes Carlsson
Agnes Emilia Carlsson, známá také jako Agnes (narozena 6. března 1988 ve Vänersborgu ve Švédsku), je švédská zpěvačka. Poprvé se proslavila již ve svých 17 letech jako vítězka druhé série švédské talentové soutěže Idol v roce 2005. Poté započala spolupráci se Sony Music a vydala své první album Agnes následované albem Stronger. Obě se umístily ve švédské hitparádě Top 60 Albums Chart.
V roce 2008 se Agnes se svým stávajícím vydavatelstvím rozešla a podepsala smlouvu s malým nezávislým vydavatelstvím Roxy Recordings, kde v říjnu roku 2008 vydala své třetí album Dance Love Pop. První dva singly z alba, "On And On" a "Release Me", se staly mezinárodními hity a po celém světě dosahovaly předních příček hitparád. V září 2012 vyšlo její čtvrté studiové album Veritas. Agnes opět změnila vydavatelství a nově podepsala smlouvu s A&M/Interscope records. V roce 2019 se po několikaleté pauze na hudební scénu vrátila s EP "Nothing Can Compare".

## Život a kariéra
Agnes se narodila v malé vesnici Vänersborg ve Švédsku 6.3. 1988 jako nejmladší ze čtyř dětí. Její otec je environmentální inženýr, matka zdravotní sestra. Na škole začala v útlém věku hrát na housle a zpívat ve sboru.
Na jaře roku 2005 se jako sedmnáctiletá zúčastnila druhé sezóny populární pěvecké soutěže Idol v jejím rodném Švédsku. Nakonec se stala první ženskou vítězkou Idolu. Okamžitě pak podepsala smlouvu se Sony BMG a vydala debutový singl "Right Here Right Now" ("My Heart Belongs to You"), který se umístil na prvních příčkách švédských hitparád a ve Švédsku se stal platinovým stejně jako brzo poté vyšlé debutové album Agnes.
V říjnu roku 2006 vydala své druhé album Stronger – opět s velkým úspěchem a album se stalo platinové. V roce 2008 se rozešla se stávajícím vydavatelstvím a přešla k nezávislému Roxy Recordings, pod kterým v srpnu roku 2008 vydala třetí studiové album Dance Love Pop. Ve Švédsku nezaznamenalo tak velký úspěch jako alba předchozí. Po Agnesině účasti na Melodifestivalen 2009 se však dostalo světové pozornosti singlu "Release Me" a její nahrávací společnost rozhodla vydat singl mezinárodně. V květnu roku 2009 pak "Release Me" vyšel ve Spojeném království pod společností 3Beat a postupně se začal šířit do zbytku Evropy a zaznamenal velký úspěch ve Francii, Německu, Belgii a Itálii.
V září roku 2012 vydala své již čtvrté album Veritas. Prvním singlem z alba se stala píseň "Don't Go Breaking My Heart", který zazpívala už v srpnu 2011. Ačkoli se digitální kopie singlu prodávaly dobře, singl se nedostal do oficiální švédské hitparády. V květnu 2012 vyšel pouze pro švédské publikum pilotní singl "One Last Time" a během prvních pád dní se dostal do první desítky v hitparádě iTunes. V prosinci roku 2013 jí pak vyšlo první výběrové album hitů nazvané Collection.
O sedm let později, v květnu 2019, se objevila na posmrtné písni "Tough Love" švédského DJ Avicii. V říjnu téhož roku pak vydává EP "Nothing Can Compare".

## Diskografie
Studiová alba
- 2005: Agnes
- 2006: Stronger
- 2008: Dance Love Pop
- 2012: Veritas
- 2021: Magic Still Exists

## Tour
- 2006: Agnes Live Tour
- 2007: Stronger Tour
- 2009: The Dance Love Pop Tour
- 2009: Clubland Live 3 Tour
- 2010: The U.S. Club Tour